# Lars Wackernagel
Lars Wackernagel (* 9. August 1975 in Gera) ist ein Sportlicher Leiter im Radsport und ehemaliger deutscher Radrennfahrer.

## Werdegang
1997 startete Lars Wackernagel zunächst für das Kölner Team SG EC/Bayer Worringen. Nach einem Wechsel zu Hohenfelder-Concorde unterbrach er seine Laufbahn für ein Jahr. Anschließend fuhr der ehemalige Fahrradkurier für das Münchner GS III – Team LTA Quatro Logistics, in dessen Diensten er bei der Bayern-Rundfahrt den 13. Rang des Gesamtklassements belegte.
Im Jahr 2003 kam Wackernagel zum Leipziger Team Wiesenhof. Nachdem er sich bei Eintagesrennen und Rundfahrten an der Seite seiner Teamkapitäne Jens Heppner und Enrico Poitschke auszeichnete, war er bei der Sachsen-Tour nahezu in allen Wertungstrikots unterwegs. Als Bester Sprinter und Bester Bergfahrer trug er auch das Gelbe Trikot und beendete die Rundfahrt als Gesamtvierter.
2004 gewann Lars Wackernagel die Auftaktetappe der Friedensfahrt in Brüssel und trug drei Tage lang das Gelbe Trikot des Spitzenreiters. Einen weiteren Sieg feierte er bei den Neuseen Classics. Cottbus–Görlitz–Cottbus konnte er 2005 für sich entscheiden.
Zum Saisonende 2010 erklärte Wackernagel seinen Rücktritt vom aktiven Radsport.
2011 wurde Lars Wackernagel Sportlicher Leiter beim deutschen UCI Continental Team NSP und war in dieser Position bis 2013. Ab 2017 arbeitete er als sportlicher Leiter des heutigen UCI Continental Teams P&S Benotti, das zunächst als Amateurteam in der Rad-Bundesliga startete und seit 2019 eine Continental-Team-Lizenz hält.

## Erfolge
2003
- Bergwertung Bohemia-Tour
- Kombinations- und Bergwertung Sachsen-Tour

2004
- Etappensieger Friedensfahrt und drei Etappen Gesamtführender
- Neuseenland Classics - Straße

2007
- Bergwertung Rheinland-Pfalz-Rundfahrt

## Teams
- 1997–1999 SG EC/Bayer Worringen
- 2000 00000LTA Quattro Logistics
- 2003–2005 Team Wiesenhof
- 2006 00000Wiesenhof Akud
- 2007–2010 Team Sparkasse (seit 2009 Team Nutrixxion)